# Marktrodach
Marktrodach – gmina targowa w Niemczech, w kraju związkowym Bawaria, w rejencji Górna Frankonia, w regionie Oberfranken-West, w powiecie Kronach. Leży nad rzeką Rodach, przy drodze B173, B303 i linii kolejowej Kronach – Nordhalben.
Gmina położona jest 5 km na północny wschód od Kronach, 35 km na południowy zachód od Hof i 35 km na północny zachód od Bayreuth.

## Dzielnice
W skład gminy wchodzą następujące dzielnice: 
- Buchschneidmühle
- Großvichtach
- Kleinvichtach
- Kreuzberg
- Kreuzmühle
- Mittelberg
- Neuschneidmühle
- Oberrodach
- Oberrodacher Mühle
- Seibelsdorf
- Unterrodach
- Waldbuch
- Wöhrleinschneidmühle
- Wurbach
- Zeyern
- Zigeunerschneidmühle

## Polityka
Wójtem jest Norbert Gräbner (SPD). Rada gminy składa się z 17 członków:
|      | CSU | SPD | Niezrzeszony Związek Wyborczy | Obywatele Socjalni | Razem     |
| 2002 | 4   | 9   | 2                             | 2                  | 17 miejsc |

## Zabytki i atrakcje
- Muzeum Tratwiarzy (Flößermuseum) w dzielnicy Unterrodach
- Kościół pw. św. Andrzeja (St. Andreas) w dzielnicy Seibelsdorf

## Współpraca
Miejscowość partnerska:
- Antrifttal, Hesja (kontakty utrzymuje dzielnica Seibelsdorf)